# Lorenzo Sommariva
Lorenzo Sommariva (Genua, 5 augustus 1993) is Italiaanse snowboarder. Hij vertegenwoordigde zijn vaderland op de Olympische Winterspelen 2018 in Pyeongchang.

## Carrière
Sommariva maakte zijn wereldbekerdebuut in december 2013 in Montafon. In maart 2014 behaalde de Italiaan in Veysonnaz zijn eerste toptienklassering in een wereldbekerwedstrijd. Op de FIS wereldkampioenschappen snowboarden 2017 in de Spaanse Sierra Nevada eindigde hij als 38e op de snowboardcross. Tijdens de Olympische Winterspelen van 2018 in Pyeongchang eindigde Sommariva als 26e op de snowboardcross.
Op 21 december 2019 boekte de Italiaan in Breuil-Cervinia zijn eerste wereldbekerzege. In Idre Fjäll nam hij deel aan de FIS wereldkampioenschappen snowboarden 2021. Op dit toernooi eindigde hij als negentiende op de snowboardcross, samen met Michela Moioli veroverde hij de zilveren medaille in de landenwedstrijd.

## Resultaten

### Olympische Winterspelen
| Jaar | Plaats      | Resultaten                                |
| ---- | ----------- | ----------------------------------------- |
| 2018 | Pyeongchang | 26e Snowboardcross                        |
| 2022 | Peking      | 26e Snowboardcross 4e Snowboardcross team |

### Wereldkampioenschappen
| Jaar | Plaats        | Resultaten                                |
| ---- | ------------- | ----------------------------------------- |
| 2017 | Sierra Nevada | 38e Snowboardcross                        |
| 2021 | Idre Fjäll    | 19e Snowboardcross · Snowboardcross team  |
| 2023 | Bakoeriani    | 33e Snowboardcross                        |
| 2025 | Engadin       | 15e Snowboardcross 5e Snowboardcross team |

### Wereldbeker
Eindklasseringen
| Seizoen   | SBX    |
| --------- | ------ |
| 2013/2014 | 37e    |
| 2014/2015 | 29e    |
| 2015/2016 | 39e    |
| 2016/2017 | 15e    |
| 2017/2018 | 26e    |
| 2018/2019 | 18e    |
| 2019/2020 | Zilver |

Wereldbekerzeges
| Datum            | Plaats          | Onderdeel      |
| ---------------- | --------------- | -------------- |
| 21 december 2019 | Breuil-Cervinia | Snowboardcross |
| 26 januari 2020  | Big White       | Snowboardcross |
| 12 maart 2022    | Reiteralm       | Snowboardcross |